# Mergoscia
Mergoscia es una comuna suiza del cantón del Tesino, situada en el distrito de Locarno, círculo de Navegna. Limita al norte con la comuna de Corippo, al este con Vogorno, al sureste con Gordola, al sur con Tenero-Contra y Brione sopra Minusio, y al oeste con Avegno-Gordevio.